# سانتياغو أورتيزبيريا
سانتياغو أورتيزبيريا (25 يوليو 1909 في إرون - 1 يناير 1985 (75 سنة)

) (بالإسبانية: Santiago Urtizberea)‏ لاعب ومدرب كرة قدم إسباني راحل .

## المسيرة الرياضية
بدأ أورتيزبيريا مسيرته الرياضية مع نادي ريال يونيون سنة 1928 . في سنة 1930 توج ثاني هدافي بطولة دوري الدرجة الأولى برصيد 18 هدف خلف غييرمو غوروستيزا . انضم إلى النادي الباسكي الآخر ريال سوسيداد سنة 1932 . في سنة 1938 انضم إلى نادي بوردو الفرنسي الذي كان يلعب وقتها في الدرجة الثانية . ساهم في تحقيق النادي أول بطولة في تاريخه وهي بطولة كأس فرنسا موسم 1940/1941 . استمر في النادي حتى سنة 1948 حيث قرر اعتزال لعب كرة القدم بشكل نهائي . تولى تدريب نادي بوردو على فترتين الأولى من سنة 1942 إلى سنة 1943 والفترة الثانية في سنة 1957 .